# Sporting Kansas City
Sporting Kansas City je fotbalový klub hrající americkou Major League Soccer. Byl založen v roce 1995, v MLS působí od sezony 1996. Dříve působil pod názvem Kansas City Wizards, nový název nese od ledna roku 2011.
Největší hvězdou klubu je Argentinec Claudio López, který dříve hrál za kluby Valencia CF a Lazio Řím.

## Úspěchy
- 2× MLS Cup: (2000, 2013)
- 1× MLS Supporters' Shield: (2000)
- 2× US Open Cup: (2004, 2012)